# Dasyatis garouaensis
Dasyatis garouaensis är en rockeart som först beskrevs av Stauch och Blanc 1962.  Dasyatis garouaensis ingår i släktet Dasyatis och familjen spjutrockor. IUCN kategoriserar arten globalt som sårbar. Inga underarter finns listade i Catalogue of Life.